# نيلز بيورن لارسن
نيلز بيورن لارسن (بالدنماركية: Niels Bjørn Larsen)‏ هو تمثيل صامت وراقص باليه دنماركي، ولد في 15 أكتوبر 1913، وتوفي في 13 مارس 2003.

## وصلات خارجية
- نيلز بيورن لارسن على موقع IMDb (الإنجليزية)
- نيلز بيورن لارسن على موقع قاعدة بيانات الأفلام السويدية (السويدية)
- نيلز بيورن لارسن على موقع كينوبويسك (الروسية)